# Chris Burden
Chris Burden (Boston, 1946 - 10 de maig de 2015), va ser un artista estatunidenc conegut per les seves performances. Estava casat amb l'artista multimèdia Nancy Rubins.

## Orígens
Va estudiar arts visuals, física i arquitectura a la Universitat de Pomona (Universitat de Califòrnia), a Irvine (Califòrnia), de 1969 a 1971. Per a la seva tesi de 1971 va presentar l'obra Five Day Locker Piece, una performance en la qual es va tancar durant cinc dies en la seva taquilla, el que va provocar una gran polèmica entre el personal docent.
El 1978 va arribar a ser ell mateix professor a la Universitat de Califòrnia (Los Angeles), una posició de la qual va dimitir el 2005 a causa d'una controvèrsia amb la universitat sobre l'obra d'un estudiant graduat —que recreava una de Jeffrey BurdenKastner. La performance utilitzava pretesament una pistola carregada, però les autoritats no van ser capaces de provar-ho.

## Performer
La reputació de Burden com artista va començar a créixer a principis dels anys 70 després que fes una sèrie de controvertides performances en les quals la idea del perill personal com expressió artística va ser central. La seva obra més coneguda d'aquesta època va ser potser Shoot («Tir») —realitzada el 1971 al F Space de Santa Ana (Califòrnia) — quan una ajudant li va disparar en el seu braç esquerre a una distància d'uns cinc metres. Altres performances dels anys 70 van ser Five Day Locker Piece (1971), Deadman (1972), B.C. Mexico (1973), Fire Roll (1973), TV Hijack (1978) i Honest Labor (1979), obres en les quals Burden s'ha crucificat sobre un Volkswagen, gatejat sobre vidres trencats o s'ha ficat en un sac sota un cotxe enmig del carrer.
A partir de 1975 va fer poques performances i va començar un període en el qual va crear instal·lacions i objectes que s'oposen a la ciència i la política. El 1975 va crear el B-Car, un vehicle lleuger completament operatiu que ell va descriure com capaç de "viatjar a 100 milles per hora i recórrer 100 milles per galó". Altres treballs d'aquest període van ser: DIECIMILA (1977), un facsímil d'un bitllet de 10.000 lires, "The Speed of Light Machine" (1983) (La màquina de la velocitat de la llum), que va reconstruir un experiment científic per a "veure" la velocitat de la llum; i la instal·lació C.B.T.V. (1977), una reconstrucció de la primera televisió.
El 2005, va llançar un iot no tripulat, d'auto-navegació, que va atracar a Newcastle el 28 de juliol després de 330 milles després d'un viatge de 5 dies des de Shetland. El projecte va costar 150.000 lliures i va ser finançat amb una beca significativa del Consell de les Arts Britànic (Arts Council of Great Britain), sent dissenyat i construït amb l'ajuda del Departament d'Enginyeria Naval de la Universitat de Southampton. La nau és controlada per una computadora de bord i un sistema GPS; no obstant això, en cas d'urgència la nau podia ser socorreguda per un vaixell acompanyant d'ajuda.